# Lochstädt
Lochstädt či Lochstedt je cihlový hrad nacházející se v dnešním Rusku (Kaliningradská oblast) postavený řádem německých rytířů na písečné kose chránící Viselský záliv.

## Historie
Hrad byl vystavěn v roce 1270 jako dřevěný, koncem 13. století se dočkal přestavby na cihlový. Jeho hlavním úkolem bylo chránit vjezd z Baltského moře do Viselského zálivu a tím přístup ke Královci (dnešní Kaliningrad). Navíc sloužil také jako místo pro sběrače jantaru, který vyplavovalo moře na blízké pobřeží. V hradu sídlil tzv. mistr jantaru (Bernsteinmeister), který měl dohled nad jeho sběrem a odesíláním do Královce. Po dobytí Pomořanska řádem německých rytířů se řádové aktivity přesunuly více na západ, navíc se průliv, který hrad střežil, začal zanášet pískem. Kvůli těmto změnám začal hrad upadat, až byl nakonec opuštěn.

## Konstrukce

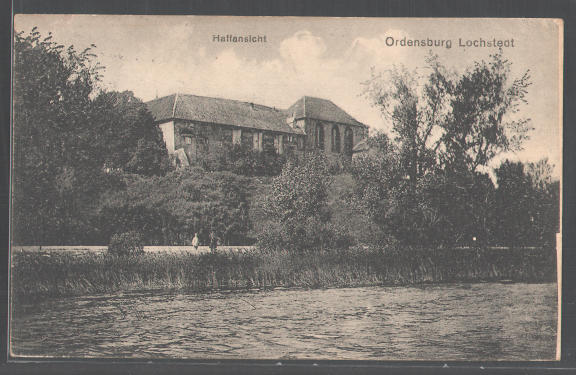
Podoba hradu v 19. století

Hrad stojí na žulových základech na strmém dvacetimetrovém útesu a je postaven z cihel o rozměrech 30,5 × 14,6 × 8,9 centimetrů, které jsou poskládány v gotické vazbě. Vnitřní nádvoří je čtvercového půdorysu a je uzavřen dvoupodlažními budovami. V severovýchodním nároží stojí čtvercová věž. Na jižní straně byl most k dansku (odpadní věži). Hrad byl obehnán koncentrickou hradbou s parkánem. K hradu přiléhalo čtvercové předhradí s hospodářskými budovami. Oba objekty byly obehnány hlubokým příkopem. Posádka hradu měla přibližně čítat 60 mužů.